# Stethynium triclavatum
Stethynium triclavatum är en stekelart som beskrevs av Enock 1909. Stethynium triclavatum ingår i släktet Stethynium och familjen dvärgsteklar. Inga underarter finns listade i Catalogue of Life.